# Dytík velký
Dytík velký (Burhinus grallarius) je druh ptáka z čeledi dytíkovitých, který se endemicky vyskytuje v Austrálii.

## Systematika
Druh formálně popsal anglický ornitolog John Latham v roce 1801 pod vědeckým názvem Charadius grallarius. Moderní taxonomie druh zařazuje do rodu Burhinus v rámci čeledi dytíkovitých (Burhinidae).

## Popis
Tento velký zástupce dytíků se vyznačuje dlouhýma nohama, velkýma očima a krátkým zobákem. Délka těla dosahuje 54–59 cm. Samec i samice vypadají stejně, samec je o něco větší než samice. Horní části těla jsou šedohnědé s různým množstvím černého čárkování s občasnou příměsí červenohnědé u severních populací. Hrdlo je bílé, zbytek spodiny špinavě bílý až žlutohnědý s černým kropením, které je nejvýraznější na hrudi. Spodní krovky ocasní jsou bílé až skořicové. Oči jsou žluté, zobák černý a nohy olivově hnědé, drápy černé. Nedospělí jedinci jsou podobní dospělcům, avšak jejich tmavé zbarvení je bledší a tmavé čárkování méně výrazné.

## Výskyt
Jedná se o australského endemita, který byl původně rozšířen po většině území Austrálie, avšak v Tasmánii již vyhynul a v Jižní Austrálii se vyskytuje pouze velmi vzácně. Za vymizením dytíka velkého z těchto oblastí stojí degradace a úbytek přirozeného prostředí i predace introdukovanými savci jako je liška obecná nebo pes domácí. V severní Austrálii je dytík velký stále běžný, a to i v semi-urbánním a urbánním prostředí, kde nadále dochází k predaci savci. V roce 2011 byla celková populace dytlíka velkého odhadnuta na 10–15 tisíc jedinců.
Stanoviště druhu utváří otevřené lesní biotopy, ideálně s pokrývkou země opadaným listím nebo místa v blízkosti vody. Obývá i pobřežní oblasti včetně mangrovů.

## Biologie a chování

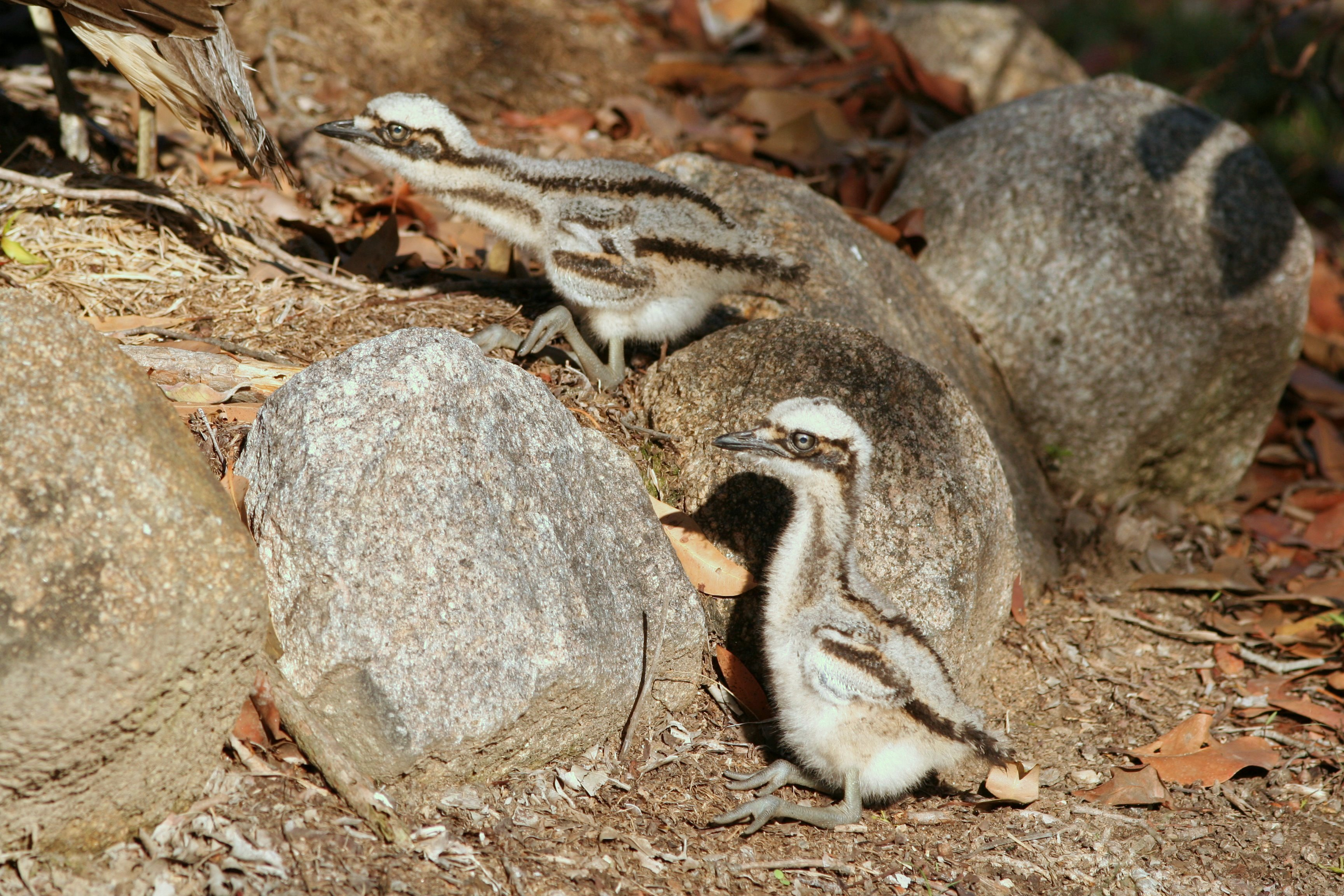
Ptáčata

Dytík velký je noční pták, který přes den hřaduje samostatně nebo v menších hejnech v trávě ve stínu stromů. Díky výrazným hlasovým projevům je v noci častěji slyšen než viděn. Vydává táhlé, hlasité,truchlivé, asi dvouvteřinové zvuky. V době hnízdění se opakují mnohem rychleji. S nočním soumrakem vylézá z úkrytů, a typicky v menších, volně uskupených hejnech o 10 až 20 ptácích se rozejde nebo rozletí na rozletuje krmiště. Krmí se výhradně na zemi nebo v mělké vodě, kde rozhrabává listí a hledá různé bezobratlé živočichy.
K zahnízdění dochází od července do ledna. Hnízdí každoročně na stejných teritoriích, která si vyhraňuje hlasitým tokem. Hnízdo představuje pouze mělký důlek v zemi, který je často umístěn vedle keře, stromu nebo spadlého kmene. Samice klade nejčastěji dvě vejce v šedé až žlutohnědé barvě pokryté hnědými skvrnami. Oválná vejce mívají rozměr 59×39 mm. Oba partneři inkubují po dobu kolem 28–30 dní. Dobře vyvinutá mláďata mohou chodit již několik hodin po narození. V případě nebezpečí je rodiče mohou přenést pod křídlem. K prvnímu letu dochází ve věku kolem 50 dní.

## Ohrožení
Druh sice vymizel z Jižní Austrálie a Tasmánie, k čemuž však došlo před více než třemi generacemi, což nekvalifikuje dytíka velkého na ohrožený status. Druh stále čelí predaci introdukovanými savci (liška, psi, kočky aj.), pokračujícímu úbytku habitatu nebo srážkám s auty, avšak úbytek současné populace je jen velmi pozvolný a druh je tak považován za málo dotčený taxon.